# Caio Antíscio Veto (cônsul em 30 a.C.)
Caio Antíscio Veto (em latim: Gaius Antistius Vetus) foi um político gente Antíscia da República Romana nomeado cônsul sufecto no lugar de Marco Licínio Crasso a partir de 1 de julho de 30 a.C. para servir com o cônsul Otaviano. Era filho do propretor da Hispânia Ulterior Caio Antíscio Veto, que serviu ainda como questor de Júlio César por volta de 69 a.C, e pai de Caio Antíscio Veto, cônsul em 6 a.C..

## Biografía
Inicialmente, Veto foi partidário de César e serviu-o também como questor por volta de 61 a.C., como agradecimento ao seu pai. É pouco provável que tenha sido o mesmo Caio Antíscio Veto que, em 56 a.C., foi eleito tribuno da plebe.
Posteriormente, foi nomeado questor propretor da Síria por César, um cargo que provavelmente assumiu em 45 a.C, e se viu obrigado a lutar contra Quinto Cecílio Basso, o governador anterior e rival de César, que havia se recusado a renunciar ao cargo. Veto cercou-o em Apameia até que uma intervenção dos partos o fizeram recuar. Neste ínterim, Veto foi aclamado imperator por suas tropas.
Foi sucedido por Lúcio Estaio Murco em 44 a.C.. Quando regressava a Roma, foi interceptado por Marco Júnio Bruto, um dos assassinos de César, que o convenceu não somente a entregar-lhe as receitas da província, que ele estava levando a Roma, mas também o convenceu a unir-se a causa dos "liberatores". Em junho de 43 a.C., já estava de volta a Roma, mas logo se reuniu a Bruto e passou a atuar como um de seus legados. Depois da derrota de Bruto na Batalha de Filipos, fugiu, mas acabou se reconciliando com Marco Antônio e Otaviano.
Em 35 a.C., Veto recebeu o comando da guerra contra os salassos e o cargo de governador da Gália Transalpina. Realizou sua campanha militar com vigor até 34 a.C., mas fracassou. Logo depois, em 30 a.C., foi recompensado com a posição de cônsul sufecto, tendo como colega Otaviano durante sua magistratura, que iniciou em 1 de julho e encerrou em meados de setembro, quando assumiu Cícero, o Jovem. Em 26 a.C., foi legado na Hispânia Citerior, um dos poucos de status consular a receber a administração de uma província militar durante todo o longo reinado de Augusto (Otaviano).
Veto substitui Augusto quando este ficou doente durante uma campanha na Hispânia, assumindo o comando, juntamente com Públio Carísio, o governador da Hispânia Ulterior, da campanha contra os ástures, concluindo-a com êxito em 25 a.C.

## Família
Além de seu filho, Caio Antíscio Veto, que foi cônsul em 6 a.C., dois de seus netos também foram cônsules, Caio Antíscio Veto e Lúcio Antíscio Veto, cônsules em 23 e 26 respectivamente.